# Becerreá (kommun)
Becerreá är en kommun i Spanien.  Den ligger i provinsen Lugo i den autonoma regionen Galicien i nordvästra delen av landet, 400 km nordväst om huvudstaden Madrid. Antalet invånare är 2 703 (2024).